# Ernest McCulloch
Dr. Ernest Armstrong McCulloch, OC, O.Ont, FRSC (Toronto, 21 april 1926 – Washington D.C., 20 januari 2011) was een Canadese wetenschapper aan de universiteit van Toronto, gespecialiseerd in celbiologie. Hij is vooral bekend geworden als pionier van het stamcelonderzoek, samen met James Till.

## Biografie
McCulloch volgde zijn opleiding aan het Upper Canada College en de universiteit van Toronto. Hij kreeg in 1948 zijn master aan de universiteit, waarna hij onderzoek ging doen aan het Lister Institute in Londen.
In 1957 ging hij werken bij het pas opgerichte Ontario Cancer Institute, waar hij zich vooral bezighield met normale bloedformatie en leukemie. Samen met zijn collega Dr. J.E. Till maakte McCulloch de eerste kwantitatieve methode om stamcellen te identificeren. Hij gebruikte deze techniek om onderzoek naar deze stamcellen te verrichten.
McCullochs ervaring op het gebied van hematologie gecombineerd met Tills ervaring op het gebied van biofysica bleken een succesvolle combinatie voor het vroege stamcelonderzoek. Begin jaren 60 begonnen de twee een reeks experimenten waarbij ze beenmergcellen injecteerden bij muizen die waren blootgesteld aan straling. Bij de muizen ontstonden verschillende groepen van cellen, waarvan McCulloch en Till vermoedden dat ze werden gevormd door individuele stamcellen. Dit werd bevestigd nadat Andy Becker zich ook met het onderzoek ging bezighouden. De drie publiceerden hun resultaten in 1963 in het tijdschrift Nature. Datzelfde jaar bewezen ze, in samenwerking met Lou Siminovitch, dat stamcellen in staat waren zichzelf te vernieuwen.
McCullochs latere onderzoek richtte zich vooral op de cellulaire en moleculaire mechanismen van stamcellen bij patiënten met leukemie.
In 1974 werd McCulloch lid van de Royal Society of Canada. In 1988 werd hij lid van de Orde van Canada, en in 2006 lid van de Orde van Ontario. In 1999 werd hij lid van de Royal Society in London. In 2004 werd McCulloch opgenomen in de Canadian Medical Hall of Fame.
In 2005 kregen McCulloch en James Till de Albert Lasker Award for Basic Medical Research.
McCulloch stierf op 20 januari 2011.

## Publicaties
- McCulloch, E.A., Till, J.E. (1960) The radiation sensitivity of normal mouse bone marrow cells, determined by quantitative marrow transplantation into irradiated mice. Radiation Research 13(1):115-125. [Link to article]

- Till, J.E., McCulloch, E.A. (1961) A direct measurement of the radiation sensitivity of normal mouse bone marrow cells. Radiation Research 14:213-22. [Link to article]

- Becker, A.J., McCulloch, E.A., Till, J.E. (1963) Cytological demonstration of the clonal nature of spleen colonies derived from transplanted mouse marrow cells. Nature 197:452-4. [Link to article]

- Siminovitch, L., McCulloch, E.A., Till, J.E. (1963) The distribution of colony-forming cells among spleen colonies. Journal of Cellular and Comparative Physiology 62:327-36. [Link to article]

- Till, J.E., McCulloch, E.A., Siminovitch, L. (1964) A stochastic model of stem cell proliferation, based on the growth of spleen colony-forming cells. Proceedings of the National Academy of Sciences (USA) 51(1):29-36. [Link to article]

- McCulloch, E.A., Siminovitch, L., Till, J.E. (1964) Spleen-colony formation in anemic mice of genotype WWv. Science 144(1620):844-846. [Link to article]

- McCulloch, E.A., Siminovitch, L., Till, J.E., Russell, E.S., Bernstein, S.E. (1965) The cellular basis of the genetically determined hemopoietic defect in anemic mice of genotype Sl/Sld. Blood 26(4):399-410. [Link to article]

- Wu, A.M., Till, J.E., Siminovitch, L., McCulloch, E.A. (1968) Cytological evidence for a relationship between normal hematopoietic colony-forming cells and cells of the lymphoid system. J Exp Med 127(3):455-464. [Link to article]

- Worton, R.G., McCulloch, E.A., Till, J.E. (1969) Physical separation of hemopoietic stem cells differing in their capacity for self-renewal. J Exp Med 130(1):91-103. [Link to article]

- McCulloch, E.A. (2003) Stem cells and diversity. Leukemia 17:1042-48.

- McCulloch, E.A. (2003) Normal and leukemic hematopoietic stem cells and lineages. In: Stem Cells Handbook, Ed. Stewart Sell, Humana Press, Totowa N.J., pp. 119-31.